# Horný Tisovník
Horný Tisovník este o comună slovacă, aflată în districtul Detva din regiunea Banská Bystrica. Localitatea se află la altitudinea de 420 m deasupra n.m., se întinde pe o suprafață de 32,16 km2 și în 2017 număra 177 de locuitori.

## Istoric
Localitatea Horný Tisovník este atestată documentar din 1573.

## Demografie
| An:                | 1994 | 2004    | 2014    | 2024  |
| ------------------ | ---- | ------- | ------- | ----- |
| Număr de persoane: | 325  | 243     | 200     | 189   |
| Diferență:         |      | −25,23% | −17,69% | −5,5% |

| An:                | 2023 | 2024   |
| ------------------ | ---- | ------ |
| Număr de persoane: | 186  | 189    |
| Diferență:         |      | +1,61% |